# Paul Aeby
Paul Aeby (ur. 10 września 1910 we Fribourgu, zm. ?) – szwajcarski piłkarz grający na pozycji napastnika. W reprezentacji Szwajcarii rozegrał 20 meczów i strzelił 4 bramki. Jego brat, Georges Aeby, także występował w kadrze narodowej.

## Kariera klubowa
Karierę piłkarską Aeby rozpoczął w klubie BSC Young Boys. Występował w nim do końca sezonu 1938/1939. W 1939 roku przeszedł do FC Grenchen, a w 1946 roku został zawodnikiem FC Bern 1894, w którym w 1947 roku zakończył karierę.

## Kariera reprezentacyjna
W reprezentacji Szwajcarii Aeby zadebiutował 5 kwietnia 1936 roku w przegranym 1:2 towarzyskim meczu z Włochami, rozegranym w Zurychu. W 1938 roku został powołany do kadry na mistrzostwa świata we Francji. Na tym turnieju był rezerwowym i nie rozegrał żadnego meczu. Od 1936 do 1946 roku rozegrał w kadrze narodowej 20 meczów, w których strzelił 4 gole.